# Campeonato Regional de Fútbol de Maio 2014-15
El Campeonato Regional de Fútbol de Maio 2014-15 es el campeonato de fútbol que se juega en la isla de Maio. Empezó el 1 de febrero de 2015 y terminó el 12 de abril de 2015. El torneo lo organiza la federación de fútbol de Maio.
Académica da Calheta es el equipo defensor del título. La competición la disputaron un total de 5 equipos, se juega a 10 jornadas a ida y vuelta. Entre las novedades que hubo fue la vuelta a la competición del Morreirense y este año el Beira-Mar no tomó parte de la competición. Todos los partidos se juegan en el estadio municipal de la Vila do Maio.

## Equipos participantes
- Académica da Calheta
- Académico 83
- Morreirense
- Onze Unidos
- Santana

## Tabla de posiciones
Actualizado a 12 de abril de 2015
|   | Equipo               | PJ | PG | PE | PP | GF | GC | DG  | PTS |
| - | -------------------- | -- | -- | -- | -- | -- | -- | --- | --- |
| 1 | Académico 83         | 8  | 6  | 1  | 1  | 20 | 3  | +17 | 19  |
| 2 | Morreirense          | 8  | 5  | 3  | 0  | 13 | 6  | +7  | 18  |
| 3 | Onze Unidos          | 8  | 4  | 0  | 4  | 15 | 15 | 0   | 9   |
| 4 | Académica da Calheta | 8  | 2  | 2  | 4  | 11 | 19 | -8  | 7   |
| 5 | Santana              | 8  | 0  | 0  | 8  | 6  | 22 | -16 | 0   |

|  | Clasificado para el campeonato caboverdiano de fútbol 2015. |

(C) Campeón

## Resultados
| Académico 83 | 4 - 0 | Académica da Calheta | 1 de febrero |
| Onze Unidos  | 0 - 1 | Morreirense          | 1 de febrero |

| Académico 83         | 2 - 1 | Santana     | 8 de febrero |
| Académica da Calheta | 1 - 2 | Onze Unidos | 8 de febrero |

| Santana      | 0 - 2 | Académica da Calheta | 15 de febrero |
| Académico 83 | 0 - 1 | Morreirense          | 15 de febrero |

| Santana      | 0 - 3 | Morreirense | 22 de febrero |
| Académico 83 | 2 - 0 | Onze Unidos | 22 de febrero |

| Académica da Calheta | 2 - 2 | Morreirense | 1 de marzo |
| Santana              | 0 - 2 | Onze Unidos | 1 de marzo |

| Académica da Calheta | 0 - 2 | Académico 83 | 15 de marzo |
| Morreirense          | 3 - 2 | Onze Unidos  | 15 de marzo |

| Onze Unidos | 5 - 1 | Académica da Calheta | 22 de marzo |
| Santana     | 0 - 4 | Académico 83         | 22 de marzo |

| Académica da Calheta | 4 - 3 | Santana      | 29 de marzo |
| Morreirense          | 1 - 1 | Académico 83 | 29 de marzo |

| Morreirense | 1 - 0 | Santana      | 4 de abril |
| Onze Unidos | 0 - 5 | Académico 83 | 4 de abril |

| Morreirense | 1 - 1 | Académica da Calheta | 12 de abril |
| Onze Unidos | 4 - 2 | Santana              | 12 de abril |

### Evolución de las posiciones
| Equipo / Jornada     | 01 | 02 | 03 | 04 | 05 | 06 | 07 | 08 | 09 | 10 |
| -------------------- | -- | -- | -- | -- | -- | -- | -- | -- | -- | -- |
| Académica da Calheta | 5  | 5  | 4  | 4  | 4  | 4  | 4  | 4  | 4  | 4  |
| Académico 83         | 1  | 1  | 1  | 1  | 2  | 2  | 1  | 1  | 1  | 1  |
| Morreirense          | 2  | 2  | 2  | 2  | 1  | 1  | 2  | 2  | 2  | 2  |
| Onze Unidos          | 4  | 3  | 3  | 3  | 3  | 3  | 3  | 3  | 3  | 3  |
| Santana              | 3  | 4  | 5  | 5  | 5  | 5  | 5  | 5  | 5  | 5  |

| Campeón Académico 83 6.o título |

## Estadísticas
- Mayor goleada: Onze Unidos 0 - 5 Académico 83 (4 de abril)
- Partido con más goles: Académica Calheta 4 - 3 Santana (29 de marzo)
- Mejor racha ganadora: Morreirense y Académico 83; 3 jornadas
- Mejor racha invicta: Morreirense; 8 jornadas (jornada 1 a 10, incluye jornadas de descanso)
- Mejor racha marcando: Morreirense; 8 jornadas (jornada 1 a 10, incluye jornadas de descanso)
- Mejores racha imbatida: Morreirense y Académica 83; 3 jornadas